# Riedgraben (Naturschutzgebiet)
Koordinaten: 51° 2′ 41″ N, 8° 34′ 4″ O

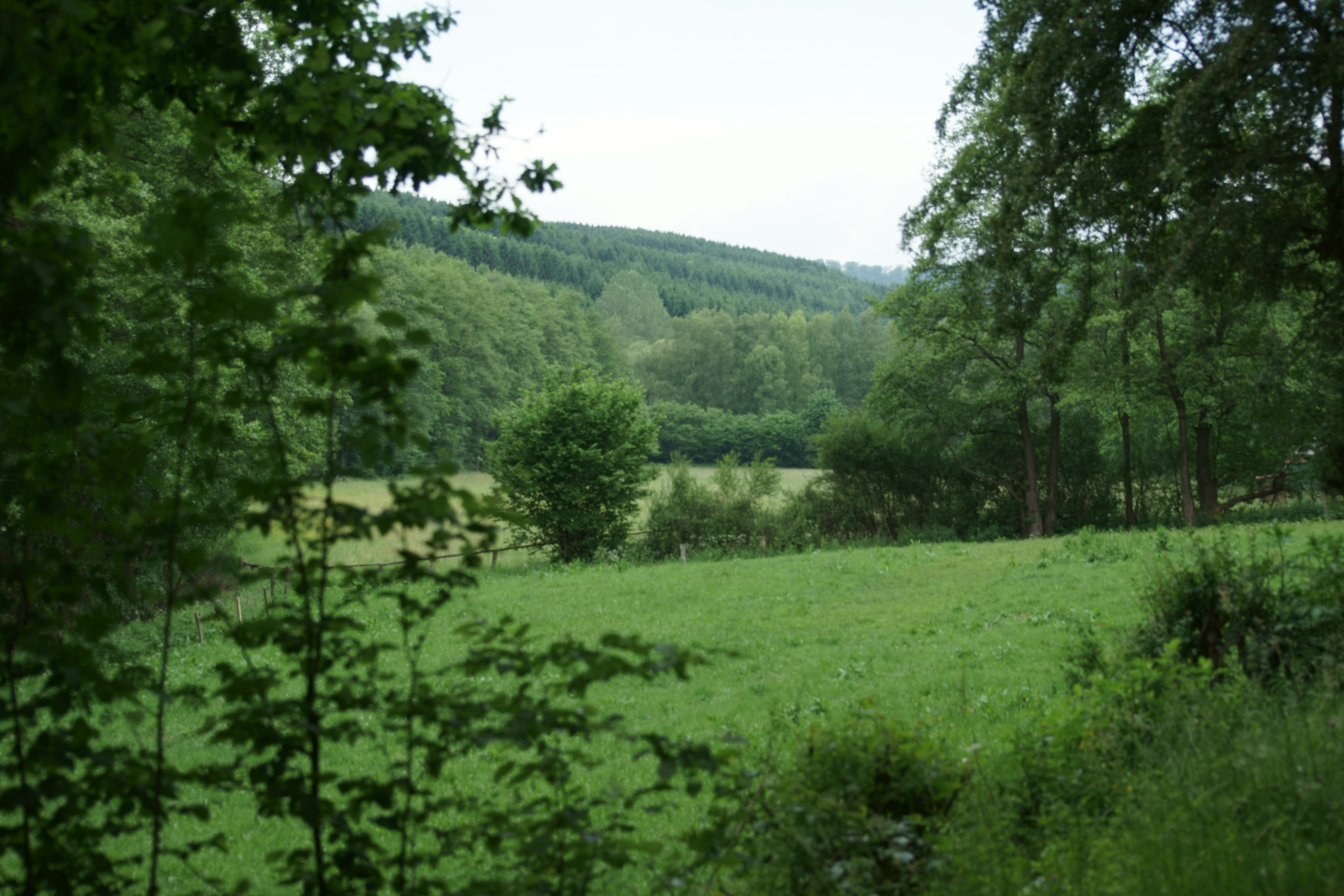
Naturschutzgebiet Riedgraben (Juni 2017)

Das Naturschutzgebiet Riedgraben liegt auf dem Gebiet der Stadt Battenberg im Landkreis Waldeck-Frankenberg in Hessen.
Das etwa 77 ha große Gebiet, das im Jahr 1995 unter der Kennung 1635054 unter Naturschutz gestellt wurde, erstreckt sich nordwestlich der Kernstadt Battenberg und nördlich und nordwestlich des Battenberger Stadtteils Dodenau entlang des Riedgrabens. Am südöstlichen Rand des Gebietes verläuft die Landesstraße L 3382, südlich fließt die Eder und westlich verläuft die Landesgrenze zu Nordrhein-Westfalen.
In der Umgebung liegen diese Naturschutzgebiete (NSG):
- nördlich das etwa 145 ha große NSG Elbrighäuser Bach.
- östlich direkt anschließend das etwa 78,7 ha große NSG Ederknie am Auhammer bei Battenberg